# Обична зебра
Обична или дивља зебра, Бурчелова зебра (лат. Equus quagga, некада Equus burchellii), је најпознатија и најраспрострањенија врста зебри. Ови копитари настањују травнате равнице северно од Етиопије преко источне Африке и јужно до Анголе и источног дела Јужне Африке. Некада је била много раширенија, али је због лова и уништавања станишта њено природно станиште значајно смањено. Ипак, у националним парковима је остала бројна.

## Опис и величина
Обичне зебре имају крем белу длаку са црним пругама које се протежу и испод стомака. Такође поседују жуто-браон пруге на задњим ногама и стражњици. Као и све остале, не постоје две исте зебре са јединственим распоредом шара на телу. Северније подврсте имају уже пруге које су израженије него код других подврста. За разлику од њих, јужније популације имају мање пруге и разноликији распоред шара. Квага (E. q. quagga), данас изумрла подврста, имала је браон длаку, док је задњи део дела без пруга, а ноге су биле у потпуности беле.
Средње су величине у односу на остале зебре са релативно кратким ногама. Одрасле зебре су до рамена високе од 1,36 до 1,4 метара, а дугачке приближно 2,3 метара. Тежина варира од 175 до 385 килограма, док су мужјаци за око 10% крупнији од женки. Просечна тежина за мужјаке износи 313 kg, a за женке 300 kg.

## Понашање и репродукција
Живе на отвореним, травнатим равницама и шикарама близу воде или у ретко шумовитим крајевима. Хране се грубом травом коју антилопе не могу да једу. Понекад брсте младице и лишће. Зебре су бучне и немирне животиње.
Обичне зебре су веома друштвене животиње. Постоје примерци који живе усамљеничким животом, али углавном стварају групе од 5 до 20 зебри. Свака група се састоји од доминантног мужјака, неколико кобила и њихових младунаца. Овакве групе су трајно оформљене, док се величина разликује од станишта до станишта. С времена на време, групе се спајају или међусобно или са гнуовима у велика крда.
Како би се заштитили од грабљивица, зебре се повлаче у велике равнице где је ноћу добра видљивост.
Зебре живе од 20 до 30 година. Женке достижу полну зрелост са две до четири, a мужјаци са четири године. Трудноћа траје 12 месеци. Обично се рађа једно младунче које тежи око 32 килограма. Одмах по рођењу је способно да стоји, а у року од једног дана и да трчи. Мајка га доји око 16 месеци. Након порођаја, женка је у року од неколико дана поново спремна за парење.